# Anthene scintillula
Anthene scintillula är en fjärilsart som beskrevs av Holland 1891. Anthene scintillula ingår i släktet Anthene och familjen juvelvingar. Inga underarter finns listade i Catalogue of Life.